# رود سرباز
رودخانه سرباز با دره‌ای سرسبز بزرگ‌ترین رودخانه پرآب سیستان و بلوچستان محسوب می‌شود و همه ساله پذیرای سیلی عظیم از گردشگران است. و نظر بسیاری را به خود جلب می‌کند.
رودخانه سرباز یکی از پرآب‌ترین رودخانه‌های شهرستان سرباز محسوب می‌شود همچنین یکی از پرآب‌ترین رودخانه‌های استان سیستان و بلوچستان می‌باشد. این رودخانه از کوه‌های منطقه سرباز جریان پیدا کرده‌است و به سد پیشین منتهی می‌شود، و از سد پیشین به بعد با اسم باهوکلات در قسمت بندر گواتر چابهار به دریای مکران می‌ریزد.

## اطلاعات رودخانه
طول رودخانه سرباز: ۳۱۳ کیلومتر، ارتفاع سرچشمه: ۱۴۵۰ متر، ارتفاع ریزشگاه: صفر، شیب متوسط: ۰/۵ درصد، مسیرکلی: جنوب شرقی. مساحت حوضه آن در نقاط مختلف، متفاوت است، بطوریکه در ایستگاه سرباز برابر با ۲۱۹۳ و در پیردان ۲۴۴۰، در دپکور ۲۷۲۱، در محل الحاق رودخانه حیط ۳۲۸۳، زیر پشامگ ۳۷۶۹، زیر چراغان ۳۹۱۶، و در راسک ۳۹۹۰ کیلومتر مربع می‌باشد.
همچنین در طی بارش‌های اخیر صورت گرفته بعد چند سال خشکی این رود دوباره زنده شد.